# Piyeung Lhang
Piyeung Lhang is een bestuurslaag in het regentschap Aceh Besar van de provincie Atjeh, Indonesië. Piyeung Lhang telt 266 inwoners (volkstelling 2010).